# پریزرن
پریزرن (به صربی: Призрен) شهری در منطقه پریزرن کشور کوزوو است که در سرشماری سال ۲۰۱۱ میلادی، ۱۰۲٬۱۱۷ نفر جمعیت داشته‌است.